# Chersomanes
Chersomanes es un género  de aves paseriformes perteneciente a la familia  Alaudidae. Se encuentra en el sur de África.

## Especies
- Alondra espolada – Chersomanes albofasciata (Lafresnaye, 1836).
- Alondra de Beesley – Chersomanes beesleyi (Benson, 1966).